# Liste der denkmalgeschützten Objekte in Lázně Libverda
Grundlage dieser Liste der denkmalgeschützten Objekte in Lázně Libverda ist die ÚSKP-Liste (Ústřední seznam kulturních památek České republiky, deutsch Zentrale Liste der Kulturdenkmäler der Tschechischen Republik), die von der tschechischen Denkmalschutzbehörde NPÚ (Národní památkový ústav, deutsch Nationale Denkmalbehörde) seit 1987 geführt wird und an die seit dem Jahr 1850 geschaffenen Listen anschließt.

## Lázně Libverda(Bad Liebwerda)
| Lage                          | Objekt             | Beschreibung | ÚSKP-Nr.                  | Bild           |
| ----------------------------- | ------------------ | --- | ------------------------- | -------------- |
| Lázně Libverda 82 (Standort)  | Kurbad Libverda    | Areal des zentralen Kurbads Libverda (Nr. 82 genannt „Türkenkopf“, Kolonnade, Pavillon mit Christiansquelle und Eduardsquelle, Gloriette mit der Marienquelle, kleiner Pavillon) | 20567/5-4375 Info Katalog | weitere Bilder |
| Lázně Libverda 113 (Standort) | Badehaus Vodoléčba | Badehaus Vodoléčba | 20341/5-4383 Info Katalog | weitere Bilder |
| Lázně Libverda 117 (Standort) | Herrenhaus         | Stadthaus – ehem. Försterhaus | 41950/5-4385 Info Katalog | weitere Bilder |
| Lázně Libverda 116 (Standort) | Badehaus Jizera    | Badehaus Jizera | 34266/5-4377 Info Katalog | weitere Bilder |
| Lázně Libverda 114 (Standort) | Badehaus Zámeček   | Badehaus Zámeček (Schloss Libverda) | 33724/5-4384 Info Katalog | weitere Bilder |
| Lázně Libverda 13 (Standort)  | Haus Nr. 13        | Stadthaus, zerstört, Denkmalschutz seit 1988 aufgehoben | 53323/5-4376 Info Katalog | BW             |
| Lázně Libverda 21 (Standort)  | Bauernhaus         | Bauerngehöft, zerstört, Denkmalschutz seit 1988 aufgehoben | 54657/5-4386 Info Katalog | BW             |